# 齐格弗里德级岸防舰
齐格弗里德级岸防舰（德語：Küstenpanzerschiffen der Siegfried-Klasse）是德意志帝国海军于19世纪末建造的八艘岸防舰所使用的船级。该船级由首舰齐格弗里德号、贝奥武夫号、伏里施乔夫号、海姆达尔号、希尔德布兰德号、哈根号、奥丁号和埃吉尔号组成。全部八艘同级舰均以北欧神话人物命名。根据列奥·冯·卡普里维的海军方略，这些舰只旨在保卫德国的北海和波罗的海沿岸，尤其是威廉皇帝运河，并应与鱼雷艇协同歼灭沿海阵地的敌对军舰。然而，该船级的理念和结构都饱受争议。
在和平时期，部分同级舰直至1910年都在积极训练船员；然而也有一些舰只大多处于储备搁置状态。从1898年至1904年，帝国海军对全部八艘同级舰进行了广泛的重建。第一次世界大战期间，齐格弗里德级舰只主要在北海的大型河口担任前哨和警戒职责。由于老化和战力低下，海军于1916年初退役了这些舰只，仅贝奥武夫号得到保留。战争结束后，共有四艘同级舰遭拆解报废，而伏里施乔夫号、奥丁号和埃吉尔号则在进行相应的改造后被用作货船。两艘齐格弗里德级舰只——希尔德布兰德号于1919年和埃吉尔号于十年后都相继因搁浅而沉没。至1935年，奥丁号成为被拆解废弃的最后一艘同级舰。

## 发展
随着列奥·冯·卡普里维中将于1883年担任帝国海军部部长，海岸防御的价值变得更为重要。与当时的其他领导人一样，卡普里维认为海军的主要职责是通过承担海岸防御的任务，以减轻陆军作为战争中决定性力量的负担。他还认为，对假想敌法国和俄国的两面作战将也已迫在眉睫。在他看来，陆军军备优先于海军，这就是为什么卡普里维并不想要大型和昂贵的远洋战舰，特别是因为它们的建设周期过于漫长。建立进攻型舰队对他而言不过是次要的、远期的目标。
相反，帝国海军采购了更多的鱼雷艇，卡普里维认为这是一种近乎理想的武器，尤其是因为它们相对便宜、建造快捷。使用鱼雷，可以直接攻击敌舰的水下部分，即便是难以破坏或击沉的铁甲舰。鱼雷武器在帝国海军中得到了长足的发展，并自1877年起由阿尔弗雷德·冯·提尔皮茨主导了进一步改良，应对前线作战已具备较高的成熟度。鱼雷顺利和成功的改良导致卡普里维高估了它们。然而，鱼雷艇将使大型战舰变得多余的观点在其他海军也普遍存在，是当时海军造舰的不确定因素之一。鉴于帝国海军的财政资源有限，卡普里维尤其希望避免造舰实验的失败。
卡普里维的岸防理念还包括建造铁甲舰，其范围涵盖了排水量2500吨、装备两门210毫米口径炮的小型岸防舰，以及排水量9800吨、装备七门305毫米口径重炮的远洋战列舰。因为即使在帝国议会，海军反对派也认为这类铁甲舰是必要的。它们可协同摧毁已由鱼雷艇和沿海阵地的岸防工事所破坏的敌方封锁部队。计划中的舰只吃水深度相对较浅，可以驶入大型河口和尚处规划阶段的威廉皇帝运河。它们应当覆以装甲并全副武装，以便随时投入海战。此外，它们还至少应确保必要的远洋能力。帝国议会最终共批准建造十艘岸防舰。其中六艘用于保卫德意志湾的大型河口，尤其是易北河口；另外四艘将驻扎在波罗的海。
齐格弗里德级的前六艘都是基于卡普里维提议的最小尺寸建造的，尽管它们增加了大比例的第三门主炮，口径从210毫米增加至240毫米。其中的两门炮被并肩布置在前侧的开放式炮座中，因为德国海军理论家此时仍然倾向于需要端部火炮具备撞击攻击的能力。这些舰只还将装备六挺37毫米霍奇基斯转膛枪作为副炮用于防御鱼雷艇，但在梅彭靶场进行的测试表明，这些火炮不足以对抗现代舰艇。结果，炮位增大为88毫米炮。
到1892年要订购第二批舰只来完成卡普里维的计划时，海军理论家的重心已经从端对端攻击转向了传统的纵阵战术，这种战术需要大量的舷侧攻击。与此同时，帝国海军已经开始建造勃兰登堡级战列舰，这反映了海军思维的演变。卡普里维于1889年辞职，在德皇威廉二世对帝国海军的领导架构进行重组后，时任德国海军大臣的弗里德里希·冯·霍尔曼开始掌管海军建设。霍尔曼考虑了对第二批齐格弗里德级舰只重新设计、将其布置为一种更传统的前无畏舰的建议：增加第四门240毫米炮，但不是单独的炮座，而是搭载于一对双联装炮塔内，艏、艉各一座。全尺寸的装甲带将减少为一条仅横向覆盖水密舱壁的短带，以抵消额外增加火炮的重量。新的、更有效的克虏伯镍钢也将被用来减轻重量，因此可以用更少的钢材来达到同样的防护水平。
国家海军办公室原本计划建造四艘这样的军舰，以完成帝国议会批准的全部十艘。然而，由于勃兰登堡级的造价比预期高出25%，这一计划无疾而终。因此，第七和第八艘岸防舰——奥丁号和埃吉尔号是按照齐格弗里德级设计的改良版本建造，并结合了改良的装甲布局以及其它一些小变动，包括安装军用桅杆和省略了防鱼雷网。而临时代号为“W舰”和“X舰”的第九和第十艘，原定于纳入1893－1894年度的财政预算案，但被帝国议会否决。

## 分类
直至1893年，齐格弗里德级舰只都被帝国海军归类为“铁甲运输工具”（Panzerfahrzeuge）。此后，该舰型的称谓在常规重新分类的过程中变更为“四等铁甲舰”（Panzerschiff IV. Klasse）。随着第一部《舰队法》出台了战列舰、大巡洋舰和小巡洋舰的分类定义，帝国海军所有较大的军舰遂于1899年1月1日完成相应的自动替换。然而，齐格弗里德级却偏离这种模式，被海军单独归类为“岸防舰”（Küstenpanzerschiffe）。这一称谓也被记入了《舰队法》。但当这些舰只因年限问题而必须被替代时，它们又会被视为战列舰。

## 建造
最初的设计草图是在1885年制定的。当第一艘舰于1888年在基尔的日耳曼尼亚船厂开建后，草图又分别于1887年和1889年进行了修改。基于此方案，首批六艘姊妹舰于1888年至1894年间由不同的私营和官方造船厂建成。1892年，依据在首舰方面取得的经验，官方草图作了进一步修正，并以此又建造了两艘稍大的舰只——奥丁号和埃吉尔号。两者均于1896年春季入役，从而完成了建造计划。这些舰只的平均造价为580万马克。因此，岸防舰较1890年至1894年间建造、但威力要强大得多的勃兰登堡级战列舰（每艘造价约1600万马克）便宜了三分之二，这与卡普里维节约成本的前提基本相符。然而，个别舰只的造价金额却差异巨大。由私营船厂日耳曼尼亚和威悉股份公司承建的三艘舰中，分别为470万（齐格弗里德号，日耳曼尼亚厂）和530万马克（贝奥武夫号和伏里施乔夫号，威悉厂），均远低于平均水平。另一方面，由帝国船厂的承建的五艘舰只价格则要贵得多，其中奥丁号约为650万、埃吉尔号则超过660万马克。帝国船厂的成本上涨，其新造舰只几乎总是较私营船厂更贵，主要是因为他们的工作重点是运营维护、公务员的官僚管理以及工资高昂。但不同于其它姊妹舰，埃吉尔号的较高造价还因为是首次搭载了水管锅炉（桑尼克罗夫特式）和更多的电气辅助设备。

### 同级舰
| 舰只           | 造船厂             | 命名来源     | 下水日期       | 入役日期       | 结局                                           |
| -------------- | ------------------ | ------------ | -------------- | -------------- | ---------------------------------------------- |
| 齐格弗里德号   | 基尔日耳曼尼亚船厂 | 齐格弗里德   | 1889年8月10日  | 1890年4月29日  | 1920年拆解于基尔                               |
| 贝奥武夫号     | 不来梅威悉船厂     | 贝奥武夫     | 1890年11月8日  | 1892年4月1日   | 1921年拆解于但泽                               |
| 伏里施乔夫号   | 不来梅威悉船厂     | 伏里施乔夫   | 1891年7月21日  | 1893年2月23日  | 1923年改造为货船，1930年于但泽拆解             |
| 海姆达尔号     | 威廉港帝国船厂     | 海姆达尔     | 1892年7月27日  | 1894年4月7日   | 1921年拆解于勒讷贝克                           |
| 希尔德布兰德号 | 基尔帝国船厂       | 希尔德布兰德 | 1892年8月6日   | 1893年10月28日 | 1919年在去往拆解途中沉没；1933年打捞上岸并拆解 |
| 哈根号         | 基尔帝国船厂       | 哈根         | 1893年10月21日 | 1894年10月2日  | 1919年拆解于荷兰                               |
| 奥丁号         | 但泽帝国船厂       | 奥丁         | 1894年10月3日  | 1896年9月22日  | 1922年改造为货船，1935年拆解                   |
| 埃吉尔号       | 基尔帝国船厂       | 埃吉尔       | 1895年4月3日   | 1896年10月15日 | 1922年改造为货船，1929年在哥得兰岛搁浅及报废   |

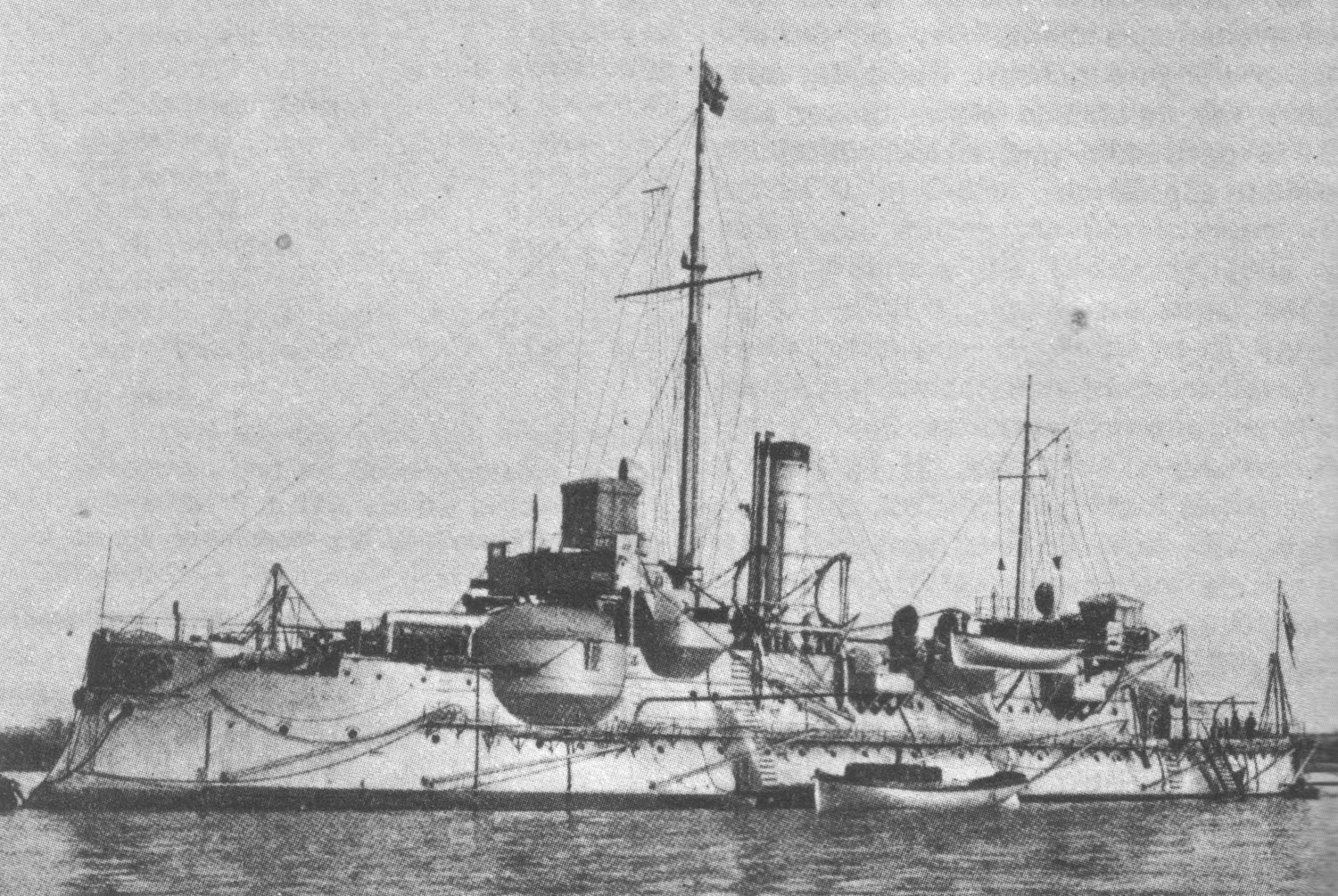
1895年左右的海姆达尔号，清晰可见位于舷侧的防鱼雷网桁架
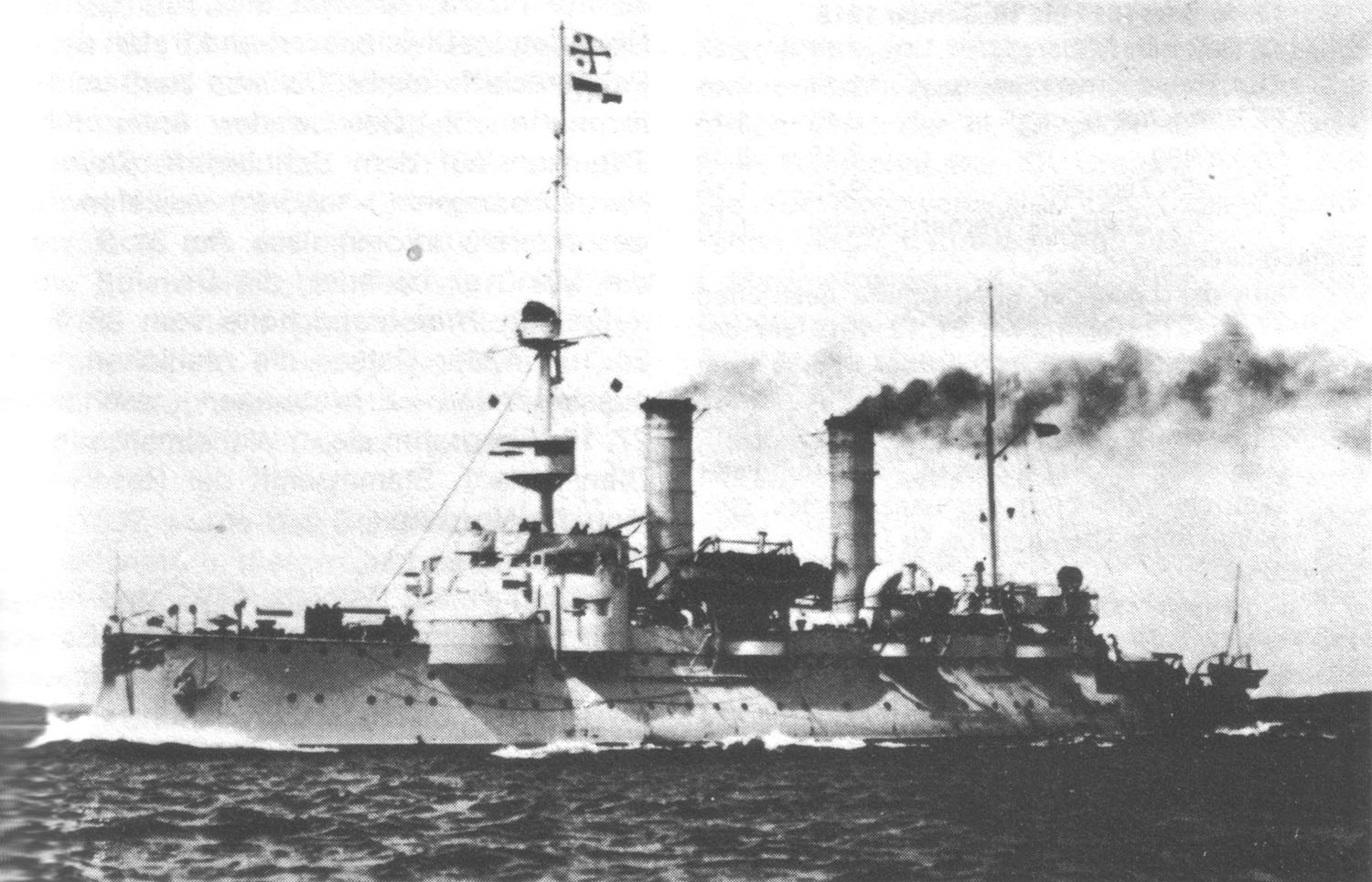
重建后的希尔德布兰德号，此为担任旗舰并在前帆悬挂将旗
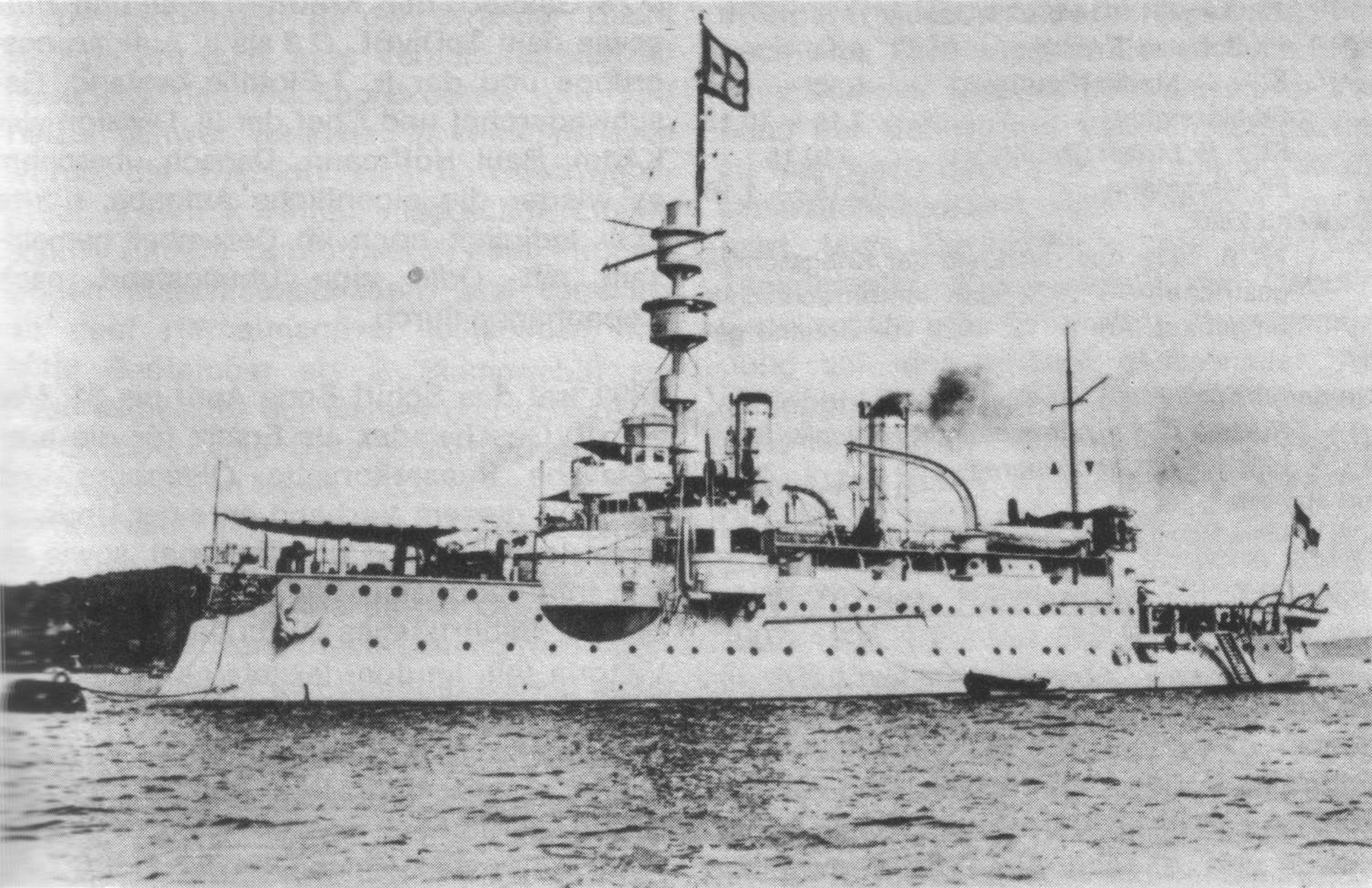
埃吉尔号在出厂时便带有两座烟囱，此为悬挂海军总监旗

## 技术装备

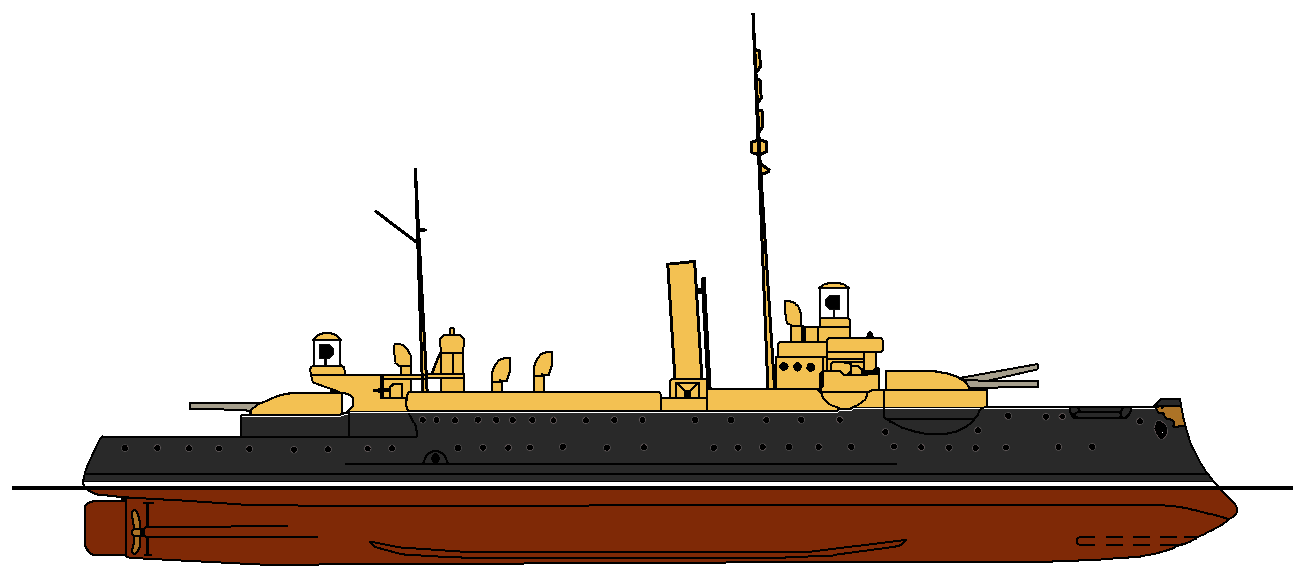
齐格弗里德级舰只的原始图样及配色方案

齐格弗里德级舰只的船体由钢制成，并采用横向和纵向框架构造，具有明显的舷内倾。其设计排水量为3500吨，当中包含了舰只运作所需的半数燃料及锅炉给水贮存量；而满载排水量则为3741吨。对于同级的最后两艘舰——奥丁号和埃吉尔号，设计排水量增加了50吨，但满载排水量仅增加了约10吨。这些舰只的水线长度和全长分别为76.4米和79米，舷宽为14.9米（奥丁号和埃吉尔号为15.2米）。同级前六艘舰在满载排水量时有5.51米的前吃水和5.74米的后吃水，后两艘舰的吃水深度则为5.61米（前）和5.47米（后）。为了限制船体受损时的进水量并提高稳定性，舰只划分有七个横向的水密舱室和一个占舰只长度比重为60%的双层船底。
同级前七艘舰只的电气设备是以67伏特的电压运行，三台发电机确保了电力供应，其功率为29至36千瓦；而埃吉尔号则配备了六台电压为120伏特的发电机，输出功率达到243－250千瓦。由于发电机数量的增多，埃吉尔号也获得了“电力安娜”（Electrische Anna）的绰号。
船员标准编制为20名军官及256名水兵，在担任旗舰时还可增编6名军官和22名水兵。经过改装后的船员数量也得到了增加，其中标准编制为增加31名水兵，旗舰编制则可再增加9名军官和34名水兵。这些舰只还搭载有一些小型舰载艇，包括1艘哨艇、1艘大舢板、2艘短桅帆船、1艘高低桅帆船以及1艘小划艇。

### 推进装置
齐格弗里德级舰只的推进装置由两台立式三缸三胀式蒸汽机组成，且被安置在彼此相邻布置的两个轮机舱内。这是德国大型军舰首次采用三胀装置。所需的蒸汽是通过四台合共带有八个炉膛的蒸汽机锅炉供给，它们分布在舰舯后方的两个锅炉舱内。锅炉的加热面积为915至1100平方米，产生的蒸汽压力为12超压。不同于其它同级舰，埃吉尔号自建造以来便设有八台桑尼克罗夫特式水管锅炉，总加热面积达1500平方米。由于锅炉数量更多，它也成为同级中唯一一艘从建造之初便拥有两座烟囱的舰只。
根据设计方案，推进装置的额定功率应为4,800匹指示馬力（3,600千瓦特）。齐格弗里德级舰只的实际性能却与此数值有显著偏差，从海姆达尔号的4,453匹指示馬力（3,321千瓦特）至伏里施乔夫号的5,250匹指示馬力（3,910千瓦特）不等。这些装置用以驱动一对直径为3.5米的三叶螺旋桨。设计要求的最高速度为15節（28每小時）。然而，其中的五艘同级舰都未能达到这一要求，尤以奥丁号的14.4節（26.7每小時）表现出最大的偏差。同级的前六艘舰最多可贮存220吨燃煤，从而可以10節（19每小時）的速度续航1,490海里（2,760）。奥丁号和埃吉尔号的燃煤贮存量则增加至370吨，从而使10节的续航距离达到2,200海里（4,100）。
1895年，齐格弗里德号成为德国第一艘、也是唯一一艘以纯燃油驱动的大型军舰——直至小巡洋舰柯尼斯堡号于1929年入役。这种动力方式证明是有效的，但其燃料成本约为其它同级舰的2.5倍。因此，在1902－1903年的重建过程中，该舰重新配备了燃煤装置，但保留了一个额外的燃油锅炉。
| 重建前后的性能比较 | 重建前后的性能比较 | 重建前后的性能比较 | 重建前后的性能比较 | 重建前后的性能比较 | 重建前后的性能比较 | 重建前后的性能比较 | 重建前后的性能比较 | 重建前后的性能比较 |
| ------------------ | ------------------ | ------------------ | ------------------ | ------------------ | ------------------ | ------------------ | ------------------ | ------------------ |
|                    | 齐格弗里德号       | 贝奥武夫号         | 伏里施乔夫号       | 海姆达尔号         | 希尔德布兰德号     | 哈根号             | 奥丁号             | 埃吉尔号           |
| 竣工功率           | 5022匹             | 4859匹             | 5250匹             | 4453匹             | 4608匹             | 4608匹             | 4650匹             | 5129匹             |
| 竣工速度           | 14.9节             | 15.1节             | 15.0节             | 14.6节             | 14.8节             | 14.8节             | 14.4节             | 15.1节             |
| 重建后功率         | 4724匹             | 5078匹             | 5023匹             | 5064匹             | 5338匹             | 5332匹             | 5072匹             | 5605匹             |
| 重建后速度         | 15.3节             | 15.4节             | 15.1节             | 15.1节             | 15.3节             | 15.3节             | 15.5节             | 15.5节             |

### 武器系统
齐格弗里德级舰只的主炮是由克虏伯提供的三门240毫米35倍径箍炮组成，这种炮也被应用于奥匈帝国海军的军舰上。如此的大口径炮采用了一种不同寻常的布局方式：其中两门并排安装在舰艏的一对MPL C/88型炮塔内，而第三门则是安装在舷墙的一个单座炮塔中。这些炮可以从中线向任意一侧旋转150度，并可降低至-4度俯角和升高至25度仰角，从而使最大射程达到13000米；其中前七艘舰为液压控制，埃吉尔号为电力控制。它们可携带204枚弹药，即每门68发；而奥丁号和埃吉尔号仅可携带174枚（每门58发）。这些炮的射速为每分钟两发。而1895年所设计的穿甲弹重量为140千克。
为了对抗鱼雷艇，齐格弗里德号有六门、奥丁号和埃吉尔号有十门、其余五艘同级舰有八门88毫米30倍径速射炮作为副炮。它们的弹药储存量从1500发至2500发不等。这款武器在发射10千克抛体的槍口初速为685每秒（2,250英尺每秒），并能维持大约每分钟15发炮弹的射速。舰载的最小口径武器是六挺37毫米机炮，但奥丁号和埃吉尔号并未安装。
此外，齐格弗里德级的前六艘舰只搭载有四具直径为350毫米的鱼雷发射管并配备10枚鱼雷。其中一具安装在舰艉高于水面的枢转支架上、两具同样高出水面置于两边舷侧、第四具则置于舰艏。同级的后两艘舰则搭载有四具直径为450毫米的鱼雷管及8枚鱼雷，从而省略了艉部的一具。
舰艏被设计为撞角样式，可进一步作为武器使用。这种设计本是古典时代的产物，但在引入铁甲舰和发生利萨海战之后，又被重新应用于军舰建造之中。

### 装甲保护
齐格弗里德级舰只的装甲并不统一。前三艘舰使用的是安装在柚木上的复合钢。海姆达尔号、希尔德布兰德号和哈根号部分使用了由克虏伯开发的镍钢，这种装甲在同级最后两艘舰上则得到完全使用。
所有同级舰的装甲带都被分成两部分。对于前六艘舰，它贯穿了整艘舰的长度。装甲上部在舰舯区域的厚度达240毫米，至两端减少为180毫米；它们是固定在330毫米厚的木材上；装甲下部则是固定在290毫米厚的木材上，在中心区域有140毫米厚，至舰艏和舰艉弱化为100毫米。奥丁号和埃吉尔号在艏艉两端不设装甲保护，其上部是以180毫米厚的木材衬垫220毫米厚的装甲；下部则由280毫米厚的木材衬垫120毫米厚的装甲。最后两艘舰的装甲甲板采用无侧堤设计，厚度为70毫米，至前部则减少至50毫米；而此前的六艘舰都只有一个30毫米厚的装甲甲板。司令塔的顶部和侧面分别有30毫米和80毫米厚，而奥丁号和埃吉尔号的司令塔侧部已增强至120毫米厚，哈根号和海姆达尔号则进一步加厚至160毫米。
前三艘舰的装甲由复合钢、后五艘舰由克虏伯钢加上柚木衬垫组成。主装甲带的上部在舰舯区域的厚度达240毫米，至两端减少为180毫米；它们是安装在330毫米厚的木材上；而奥丁号和埃吉尔号则是以安装在厚度为180毫米的木材上的220毫米装甲覆盖同一区域，两端不设保护。装甲带下部在中心区域有140毫米厚（奥丁号和埃吉尔号为120毫米），至舰艏和舰艉则为100毫米，它们是安装在290毫米厚的木材上；而奥丁号和埃吉尔号在此区域同样不设保护。主装甲甲板的厚度依据舰只的差异为30至70毫米不等，其中更重要的区域由更厚的装甲所覆盖。司令塔的顶部和侧面分别有30毫米和80毫米厚，而奥丁号和埃吉尔号的司令塔侧部已增强为120毫米厚。主炮的炮座和副炮的圆顶厚度在30至200毫米之间，它们被固定在200毫米厚的柚木之上。
作为防止鱼雷击中的附加保护措施，齐格弗里德级舰只最初设有侧向鱼雷保护网。但它们早在1897年便已拆除。

### 重建
在1898年至1904年于但泽和基尔的帝国船厂进行重建的过程中，这些舰只均从中部被切割以作延长。因此，其重建后的水线长度增加了8.4米，达到84.8米。舰只全长自此则为86.13米，其中奥丁号和埃吉尔号的偏差仅为20毫米。虽然这两艘舰的舷宽增加至15.4米，但其余同级舰则维持不变。舰只的最大前吃水深度也变化为5.42米至5.66米之间，后吃水则为5.30米至5.66米之间。设计排水量升至4000吨，惟奥丁号至4100吨、埃吉尔号至4110吨。舰只的满载排水量介乎于4237吨至4436吨之间的水平。重建工程还为它们提供了新增的第九个水密舱室。
除埃吉尔号外，所有同级舰均采用了新的锅炉装置。它们是水管锅炉，受热面积在1216至1402平方米之间，但锅炉压力保持不变。对于大多数舰只而言，此举会显著提高推进功率，但伏里施乔夫号却下降了约200匹、齐格弗里德号甚至下降了约300匹马力。所有舰只的最高速度均提升至15节以上，从而满足了最初的要求。通过重建，燃煤贮量得以增至580吨，这使得奥丁号和埃吉尔号的最大航程提高至3000海里，其余六艘舰则提高至3400海里。
随着锅炉数量的增加，所有舰只都获得了第二座烟囱，正如埃吉尔号于新建成时的那样。连同战斗桅杆的更换和延长部分，导致舰只的轮廓发生了重大变化。造船厂还对发电机进行了修订。自此，它们的输出功率达到48至60千瓦，但保留了67伏特的舰载电压。此外，武器系统也进行了调整：所有同级舰都拆除了机关枪，但88毫米炮的数量增至十门。水面上方的350毫米鱼雷管也被直径为450毫米的浸没式鱼雷管所取代。艏部的小口径鱼雷管得到保留，但也改为内置。
在重建的过程中，基尔帝国船厂完全使用镍钢替换了海姆达尔号和哈根号的装甲；其装甲甲板的连贯厚度为50毫米，司令塔的防护厚度则高达160毫米。装甲带的上部保持其原始厚度，下部则在舰艉区域增强至140毫米。造船厂还对木材衬垫进行了相应改造，使其总厚度达到530毫米。

## 运用
海岸防御的思维对于在战争中使用齐格弗里德级舰只至关重要。防止德国港口被封锁是这一观点的重中之重。由于德意志帝国越来越依赖进口，这项任务对战争日益具有决定性作用。岸防舰在鱼雷艇的协同和沿海防御工事的支援下，足以抵抗敌人的各种封锁部队而无需发动海战。帝国海军的战略规划是基于对德国港口的狭义封锁，尽管在1890年代便已公开讨论过远程封锁的可能性。事实上，英国皇家海军直至1912年才把对整个北海的远程封锁作为其战略的基础。
于和平时期，齐格弗里德级舰只曾在舰队中多次使用。在很长一段时间内，部分岸防舰都在北海和波罗的海的预备役部队中担任主力舰，其主要任务之一是培训船员。其它同级舰，尤其是海姆达尔号和希尔德布兰德号，则主要活跃在一年一度的秋季演习中，并在完成演习后退役；其中希尔德布兰德号曾多次担当旗舰。它们很少在国外停留，即便有也几乎总是作为训练巡航的一部分而参与。为了加强德意志帝国的外交需求，仅哈根号于1895年被海军派遣至摩洛哥。全部八艘岸防舰于和平时期的最后一次运用是1909年的秋季演习。为此目的，海军启用了大部分的储备舰。随后，所有同级舰退役，并在接下来的五年中都作储备闲置。
第一次世界大战爆发后，第六分舰队重新启用了齐格弗里德级舰只，其最初的指挥官为海军少将理夏德·埃克曼，其后又由赫尔瓦特·施密特·冯·施温德少将接掌。虽然当时这些舰只早已过时，但它们仍被用于执行次要任务。该部队一直作封闭训练至1914年9月中旬。然后，这些舰只在北海的大型河口担任前哨和警戒任务。齐格弗里德级因此履行了最初的岸防职能，但在完全不同的战略环境下。没有一艘岸防舰曾与敌军舰船交战。然而，哈根号却在营救于1914年11月4日沉没、载有381名官兵的大巡洋舰约克号时发挥了重要作用。第六分舰队于1915年8月31日解散，大部分同级舰也于1916年1月中旬退役。只有贝奥武夫号一直服役至战争结束，于1916年至1918年间担任U艇的靶舰，之后在波罗的海东部执行破冰任务。其它舰只则主要用作各部队的宿营船。
1919年6月17日，即结束一战的《凡尔赛条约》签署前不久，除奥丁号外的所有齐格弗里德级舰只均从海军序列中除籍。其中齐格弗里德号原计划被改造为救助船，但其后被放弃，并于1919年以425000马克的价格售予韦沃尔斯弗莱特的H·彼得斯（H. Peters），至1920年在基尔拆解报废。而奥丁后继夏季完成最后一次正式任务后，于1919年12月6日重新入役。尽管海军在战后报废了五艘同级舰，但其中的伏里施乔夫号、奥丁号和埃吉尔号却被来自汉堡的船东阿诺尔德·伯恩斯坦购入。经过相应的改造，伯恩斯坦将这三艘舰都用作货船并使用了数年。

### 重建
仅仅使用了几年，齐格弗里德级便已显得不合时宜了。舰只的贮煤能力低、航行距离短尤其成问题。随着阿尔弗雷德·冯·提尔皮茨于1897年出任德国海军大臣，海军开始考虑提高铁甲舰的军事价值。

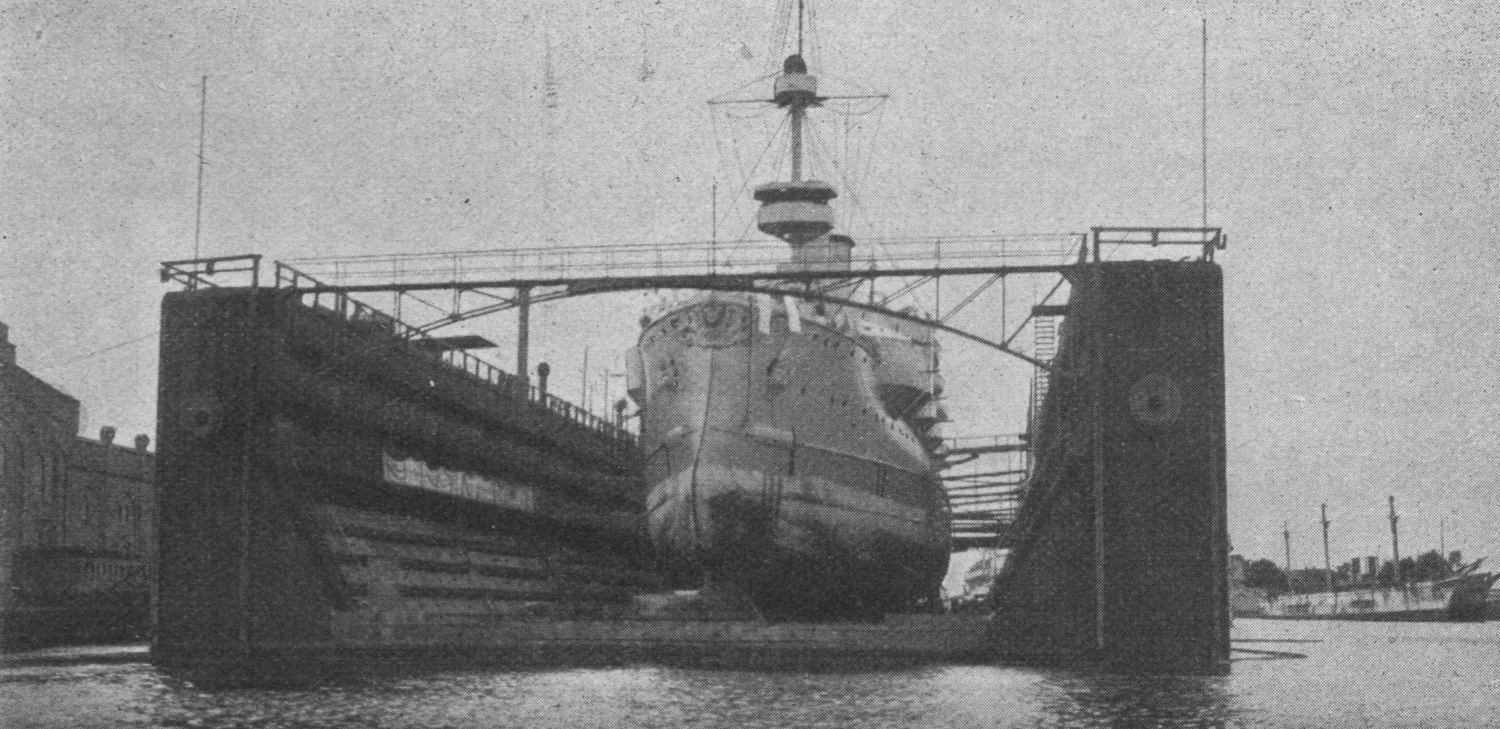
齐格弗里德号在但泽帝国船厂的浮船坞进行重建

当时，即第一部《舰队法》通过之前，帝国海军仅拥有包括四艘勃兰登堡级舰只在内的若干现代化铁甲舰；德皇腓特烈三世级的五艘舰则尚在建造之中。因此，齐格弗里德级的升级改造似乎是可取的。此外，在提尔皮茨于1892年至1895年制定的海战策略设想中，每个分舰队应配备八艘铁甲舰。通过改造，齐格弗里德级也可以合组为一个独立的分舰队。但有另一种观点是利用发展成熟的战列舰全面替换岸防舰。若齐格弗里德级越接近处于生产线中的舰只，这种观点被拒绝的可能性就越大。
海军最终决定通过插入一个中间部分来延长舰只。这项技术此前曾在商船中多次成功使用。因此，依照1898年至1900年间已经完成现代化改造的哈根号为模板，但泽和基尔的帝国船厂于1900年至1904年间对所有的齐格弗里德级舰只进行了改装。每艘舰的平均改造成本约为230万马克，占新建成本的三分之一以上。即便在改造后，这些舰只也未能组成成熟的远洋铁甲舰，但是由于航程的扩大，其可用性较以往更高了。

### 事故
八艘齐格弗里德级岸防舰基本上都能免于严重事故。少数的例外之一发生于1892年3月18日，当时齐格弗里德号舰上的艉部烟箱主蒸汽管爆裂，共有五名船员被烫身亡。1914年11月9日，希尔德布兰德号搁浅，并严重损坏了舰只外壳和内部底板，但未造成人员伤亡。前四艘同级舰还遇到过锅炉设备的问题，它们发生的泄漏曾多次导致舰只故障。

## 争议
齐格弗里德级是一个存在多项重大缺陷的船级。它们的航速相对较慢，作战半径小。其主炮的布局不合理，因为架于艏楼的两门炮相互阻碍，无法朝对向开火。同样，这些舰只的副炮也难言成熟可靠。鱼雷武器的进一步发展存在不确定性，使得水下防护的设计变得困难。此外，海军预算还缺乏可用于对设计进行广泛测试的资金。装甲也相对薄弱，但这是由于岸防舰的概念所限。根据法国的造舰经验，例如迪皮伊·德洛梅号或马尔索级舰只，船体采用钟形的圆拱结构应可弥补装甲强度的不足；但它无法实现如同战列舰般的装甲防护。同时，作为装甲的一部分，上层甲板的后撤使得舰艏的240毫米炮具有更广阔的的向后射击角度。
即便是在齐格弗里德级舰只完工并通过测试后，人们仍在在怀疑这种类别的舰船是否有意义。特别是其装甲防护水平过低。事实上，在既定的财务框架内，是不可能建造出足以与敌军战舰抗衡的强大舰船。这也是仅建造了八艘、而不是最初计划的十艘同级舰的原因之一。在1906年由P·科赫所著的《德国海军历史》（Geschichte der Deutschen Marine）一书中，他判断齐格弗里德级的建造“代表了一种思想的执行，它推动海军朝着其更高目标的方向发展”。此外，在1890年代初，期刊《新军事杂志》（Neue Militärische Blätter）以及包括阿尔弗雷德·施滕策尔和卡尔·费迪南德·巴奇在内的一些海军高级将领，都对卡普里维的海岸防御构想表达了质疑，齐格弗里德级正是在此背景下诞生。尽管这些舰只是有用的，但岸防舰、以及其它国家类似的装甲炮艇或岸防铁甲舰，在概念性和建设性上都已走入死胡同。
尽管改造费用相对较高，但重建工作起初还是得到了军方和公众的一致认可。其中最重要的因素是它们由此有机会可编入封闭化和同质化的分舰队，同时既有材料也能最大限度的得到利用。然而，几年后出现的大型战舰很快便使这个想法过时了。出于此原因，在随后的几年中，人们越来越多地从负面角度看待舰只的现代化。它们持续低迷的军事价值使得提前被替换变得可取。提尔皮茨实现了这一目标：按照1908年《舰队法修正案》的规定，战列舰的替换期将从25年缩短至20年。结果，这导致帝国海军在未来四年订购了四艘战列舰，而不是通常的三艘，从而加剧了与皇家海军的军备竞赛。
虽然齐格弗里德级舰只的远洋能力有限，但它们仍被视为优良的远洋船具。它们动作轻柔，易于操作和转向，对舵柄指令的反应灵敏。然而，这些舰只在巨浪下会严重失速，在恶劣天气下也会被迫頂風緩行。其看起来笨实的稳定性、紧凑的外形以及“集群”式的出没，使它们获得了“豚鼠”的绰号；而前侧主炮在艏楼的两个凸起部则使它们也被昵称为“海洋之女”（Meerweibchen）。经过重建，这些舰只的海洋性能得到改善。

### 引用
1. ↑  Reinhardt，第6頁.
2. ↑  Hildebrand & Röhr & Steinmetz，第73頁，Band 1.
3. ↑  Reinhardt，第13頁.
4. 1 2 3 4 5 6 7  Hildebrand & Röhr & Steinmetz，第168頁，Band 7.
5. ↑  Uhle-Wettler，第51頁.
6. ↑  Hildebrand & Röhr & Steinmetz，第74頁，Band 1.
7. ↑  Archibald，第51頁.
8. ↑  Rudloff，第10頁.
9. ↑  Dodson，第33–34頁.
10. 1 2  Dodson，第34頁.
11. ↑  Dodson，第35–37, 40頁.
12. ↑  Dodson，第40頁.
13. 1 2 3 4 5  Hildebrand & Röhr & Steinmetz，第169頁，Band 7.
14. 1 2 3 4 5 6 7 8 9 10 11 12 13 14 15 16 17 18 19 20  Gröner & Jung & Maass，第34頁.
15. ↑  Epkenhans，第202–207頁.
16. ↑  Hildebrand & Röhr & Steinmetz，第167–170頁，Band 7.
17. ↑  Hildebrand & Röhr & Steinmetz，第51–54頁，Band 2.
18. ↑  Hildebrand & Röhr & Steinmetz，第159–161頁，Band 3.
19. ↑  Hildebrand & Röhr & Steinmetz，第102–104頁，Band 4.
20. 1 2  Hildebrand & Röhr & Steinmetz，第157–163頁，Band 4.
21. ↑  Hildebrand & Röhr & Steinmetz，第52–54頁，Band 4.
22. ↑  Hildebrand & Röhr & Steinmetz，第186–188頁，Band 6.
23. ↑  Hildebrand & Röhr & Steinmetz，第199–202頁，Band 1.
24. ↑  Hildebrand & Röhr & Steinmetz，第170頁，Band 7.
25. ↑  Sieche，第27頁.
26. ↑  Krieger，第909頁.
27. ↑  Werner，第199頁.
28. ↑  Reinhardt，第46頁.
29. ↑  Reinhardt，第54頁.
30. ↑  Uhle-Wettler，第367頁.
31. 1 2  Hildebrand & Röhr & Steinmetz，第53頁，Band 4.
32. 1 2  Hildebrand & Röhr & Steinmetz，第161頁，Band 4.
33. ↑  Hildebrand & Röhr & Steinmetz，第124頁，Band 8.
34. ↑  Hildebrand & Röhr & Steinmetz，第54頁，Band 2.
35. ↑  Hildebrand & Röhr & Steinmetz，第188頁，Band 6.
36. ↑  Howe，第69頁.
37. ↑  Nottelmann，第70頁.
38. ↑  Hildebrand & Röhr & Steinmetz，第162頁，Band 4.
39. ↑  Nottelmann，第20頁.
40. 1 2  Rudloff，第11頁.
41. ↑  Reinhardt，第55頁.
42. ↑  Howe，第73頁.
43. ↑  Howe，第59頁.
44. ↑  Merleker，第82–83頁.
45. ↑  Gröner & Jung & Maass，第36頁.

### 文献
- Reinhardt, Horst Dieter. . Marburg. 1964.
- Hildebrand, Hans H.; Röhr, Albert; Steinmetz, Hans-Otto. . Ratingen: Mundus Verlag. 1990. ASIN B003VHSRKE.
- Uhle-Wettler, Franz. . Hamburg/Berlin/Bonn: E. S. Mittler & Sohn. 1998. ISBN 3-8132-0552-5.
- Archibald, E. H. H. . London: Blandford Press. 1971. ISBN 0-7137-0551-5.
- Rudloff, J. . Bremen: Europäischer Hochschulverlag. 2009. ISBN 978-3-86195-090-5.
- Dodson, Aidan. . Barnsley: Seaforth Publishing. 2016. ISBN 978-1-84832-229-5.
- Gröner, Erich; Jung, Dieter; Maass, Martin. . München: Bernard & Graefe. 1982. ISBN 3-7637-4800-8.
- Epkenhans, Michael. . München: R. Oldenbourg Verlag. 1991. ISBN 3-486-55880-3.
- Sieche, Erwin. . Hamburg/Berlin/Bonn: E. S. Mittler & Sohn. 2002. ISBN 3-8132-0766-8.
- Krieger, Eduard. . Bremen: Europäischer Hochschulverlag. 2010. ISBN 978-3-86195-579-5.
- Werner, Reinhold von. . Archiv Verlag. 1893.
- Howe, Günter. . Witten: Luther-Verlag. 1956.
- Nottelmann, Dirk. . Hamburg/Berlin/Bonn: E. S. Mittler & Sohn. 2002. ISBN 3-8132-0740-4.
- Merleker, H. . Die Seekiste. 1951.